# Val Brembilla
Val Brembilla (lombardul: Al Brembila) település Olaszországban, Lombardia régióban, Bergamo megyében. Lakosainak száma 4135 fő (2023. január 1.). Val Brembilla Berbenno, Sant'Omobono Terme, Corna Imagna, Blello, Fuipiano Valle Imagna, Taleggio, San Giovanni Bianco, San Pellegrino Terme, Zogno, Sedrina, Ubiale Clanezzo és Capizzone községekkel határos.

## Népesség
A település lakossága az elmúlt években az alábbi módon változott:
| Lakosok száma | 4363 | 4328 | 4135 |
|               | 2017 | 2018 | 2023 |